# Нейрофілософія
Нейрофілосо́фія або філосо́фія нейронау́ки — міждисциплінарна галузь знань на межі нейронауки та філософії, що вивчає значимість нейронаукових досліджень у рамках питань, які традиційно відносять до філософії свідомості. Філософія нейронауки намагається витлумачити нейронаукові методи та результати досліджень, використовуючи концептуальну строгість і методи філософії науки.

## Предметні питання
Філософія нейронауки вивчає зокрема такі питання:
- Опосередкованість дослідження свідомості та мозку
- Обчислювальний або репрезентаційний аналіз діяльності мозку
- Взаємозв'язок між психологічними та нейронауковими відкриттями
- Модульність свідомості[en]
- Що є прийнятним поясненням у нейронауці?
- Розташування когнітивної функції

## Видатні нейрофілософи
- Вільям Бектел[en]
- Патриція Черчленд
- Пол Черчленд[en]
- Енді Кларк[en]
- Френсіс Крік
- Деніел Деннет
- Вільям Гірстейн[en]
- Крістоф Кох[en]
- Умберто Матурана
- Томас Метцинґер
- Джесс Принц[en]
- Гейді Раввен[en]
- Торстен де Вінкель[en]
- Франсіско Варела[en]
- Nayef Al-Rodhan[fr]
- Кетлін Акінс[en]
- Ґеорґ Нортофф